# Macromitrium atroviride
Macromitrium atroviride är en bladmossart som beskrevs av Robert Statham Williams 1903. Macromitrium atroviride ingår i släktet Macromitrium och familjen Orthotrichaceae. Inga underarter finns listade i Catalogue of Life.